# Zoi Sadowski-Synnott
Zoi Sadowski-Synnot (Sydney, 6 marzo 2001) è una snowboarder neozelandese, vincitrice di tre medaglie olimpiche, tra cui l'oro nello slopestyle a Pechino 2022 e di cinque medaglie mondiali, di cui due d'oro.

## Biografia
Nella stagione 2016-2017 conquista il suo primo argento iridato ai Mondiali di Sierra Nevada. Il 22 febbraio 2018 conquista a Pyeongchang 2018 la prima medaglia olimpica classificandosi terza nel big air, divenendo la seconda atleta neozelandese a conquistare una medaglia olimpica invernale, prima di lei ci era riuscita soltanto Annelise Coberger ad Albertville 1992. Ai Mondiali di Park City 2019 si laurea campionessa nello slopestyle davanti alla norvegese Silje Norendal e la statunitense Jamie Anderson campionessa olimpica in carica. L'anno successivo si conferma campionessa del mondo ad Aspen 2021.
Nei Giochi Olimpici di Pechino 2022 si laurea campionessa olimpica nello slopestyle e vince anche la medaglia d'argento nel big air. Ai Mondiali di Engadina 2025 vince il suo terzo titolo iridato di slopestyle, e al termine della stagione si aggiudica anche la Coppa del Mondo nella specialità.

## Palmarès

### Olimpiadi
- 3 medaglie:
  - 1 oro (slopestyle a Pechino 2022)
  - 1 argento (big air a Pechino 2022)
  - 1 bronzo (big air a Pyeongchang 2018)

### Mondiali
- 6 medaglie:
  - 3 ori (slopestyle a Park City 2019; slopestyle ad Aspen 2021; slopestyle a Engadina 2025)
  - 3 argenti (slopestyle a Sierra Nevada 2017; big air ad Aspen 2021; slopestyle a Bakuriani 2023)

### Winter X Games
- 11 medaglie:
  - 6 ori (slopestyle ad Aspen 2019; slopestyle ad Hafjell 2020; slopestyle, big air ad Aspen 2022; slopestyle ad Aspen 2023; slopestyle ad Aspen 2025)
  - 3 argenti (big air ad Aspen 2019; slopestyle ad Aspen 2021; big air ad Aspen 2023)
  - 2 bronzi (big air ad Aspen 2021; big air ad Aspen 2025)

### Coppa del Mondo
- Vincitrice della Coppa del Mondo di slopestyle nel 2025
- Vincitrice della Coppa del Mondo di big air nel 2021
- 13 podi:
  - 7 vittorie
  - 4 secondi posti
  - 2 terzi posti

#### Coppa del Mondo - vittorie
| Data             | Luogo           | Paese       | Disciplina |
| ---------------- | --------------- | ----------- | ---------- |
| 25 marzo 2017    | Špindlerův Mlýn | Rep. Ceca   | SS         |
| 8 gennaio 2021   | Kreischberg     | Austria     | BA         |
| 22 gennaio 2023  | Laax            | Svizzera    | SS         |
| 10 dicembre 2023 | Edmonton        | Canada      | BA         |
| 2 febbraio 2025  | Aspen           | Stati Uniti | SS         |
| 6 febbraio 2025  | Aspen           | Stati Uniti | BA         |
| 14 marzo 2025    | Flachau         | Austria     | SS         |

Legenda:

SS = Slopestyle

BA = Big air